# Christensen (kulle)
Christensen är en kulle i Antarktis. Den ligger i Västantarktis. Argentina, Chile och Storbritannien gör anspråk på området. Toppen på Christensen är 307 meter över havet.
Terrängen runt Christensen är platt västerut, men åt sydväst är den kuperad. Havet är nära Christensen åt nordost. Christensen är den högsta punkten i trakten. Trakten är obefolkad. Det finns inga samhällen i närheten.